# Bataille d'Alep (1918)
Ne pas confondre avec la Bataille d'Alep (2012-2016).
Première Guerre mondiale
Batailles
Front du Moyen-Orient
- Afrique du Nord
- Caucase
- Perse
- Dardanelles
- Mésopotamie
- Sinaï et Palestine
- Arménie
- Ctésiphon (11-1915)
- Kut-el-Amara (12-1915)
- Romani (8-1916)
- Magdhaba (12-1916)
- Révolte arabe
- Rafa (1-1917)
- Bagdad (3-1917)
- 1re Gaza (3-1917)
- 2e Gaza (4-1917)
- Aqaba (7-1917)
- Beer-Sheva (10-1917)
- 3e Gaza (11-1917)
- Jérusalem (12-1917)
- Megiddo (9-1918)
- Damas (9-1918)
- Alep (10-1918)

Front d'Europe de l’Ouest
Front italien
Front d'Europe de l'Est
Front des Balkans
Front africain
Bataille de l'Atlantique
La bataille d'Alep (arabe : معركة حلب) est une bataille de la Première Guerre mondiale qui a lieu fin octobre 1918. Elle fait partie de la campagne du Sinaï et de la Palestine et oppose les forces alliées du royaume hachémite du Hedjaz, proclamé en 1916, et de l'Empire britannique à celles de l'Empire ottoman soutenu par l'Allemagne. Les forces ottomanes, défaites en Palestine et sur le front d'Irak, tentent de se regrouper dans le nord de la Syrie ottomane. Elles sont battues par les insurgés arabes, commandés par le chérif Fayçal ibn Hussein et soutenus par les troupes rapides britanniques et australiennes, qui s'emparent d'Alep. C'est la dernière bataille importante sur le front du Moyen-Orient avant la capitulation ottomane.

## Contexte

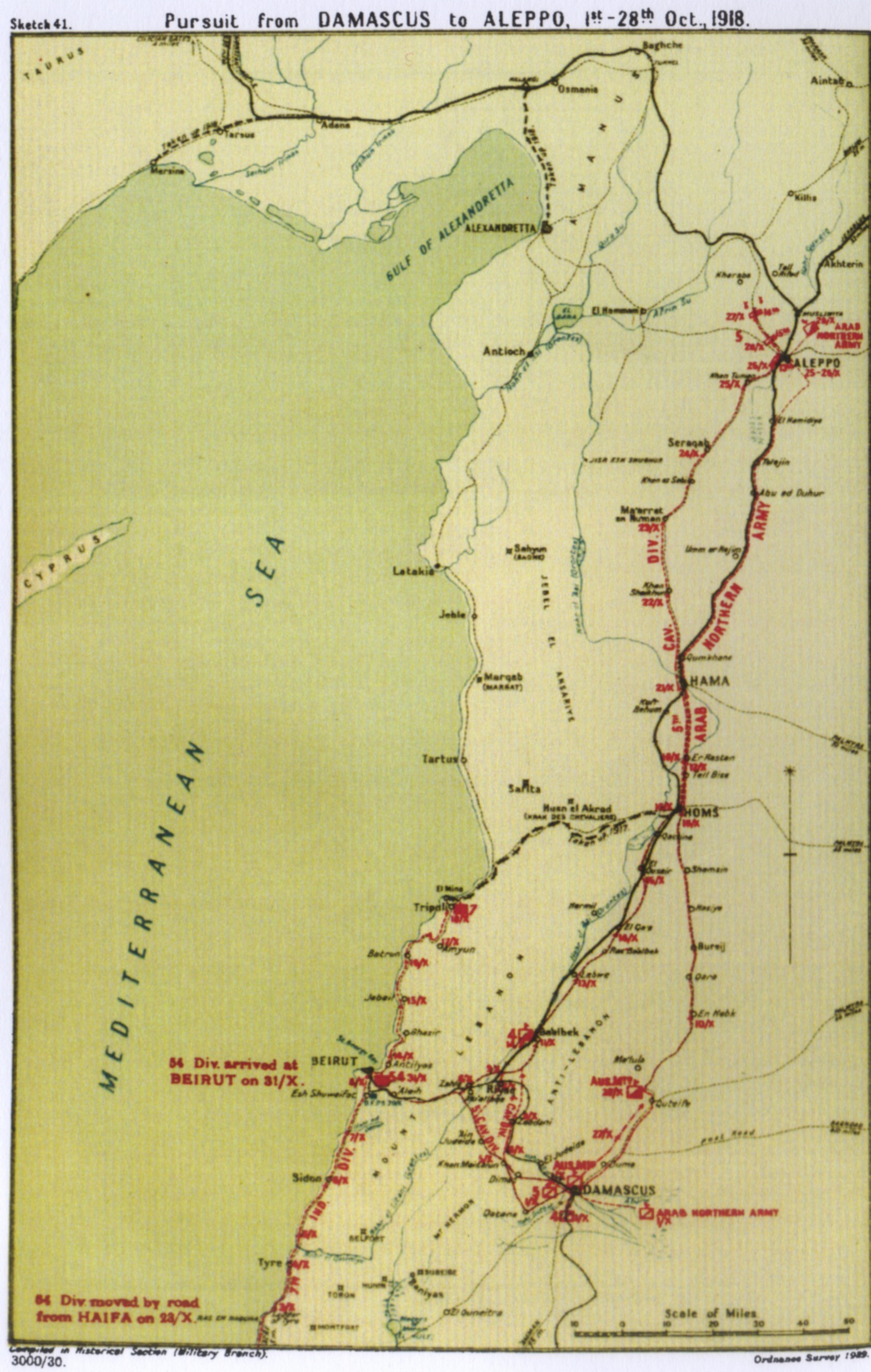
Poursuite des troupes ottomanes par l'armée d'Allenby du 1er au 30 octobre 1918, Falls, 1930

Les forces britanniques de l'Egyptian Expeditionary Force, commandées par Edmund Allenby, ont remporté la bataille de Jérusalem en décembre 1917 et occupé le sud de la Palestine. Cependant, Londres retire à Allenby une grande partie de ses forces pour les transférer sur le front français. L'avance des Britanniques est aussi limitée par la faible capacité du chemin de fer traversant le Sinaï et la Palestine, construit pendant le conflit et qui relie le port d'El Qantara sur le canal de Suez, leur principale base logistique, à Gaza et Jaffa (plus tard à Jérusalem et Tulkarem). Ce n'est qu'après l'échec des offensives du printemps 1918 menées par l'armée allemande en France que l'Egyptian Expeditionary Force reçoit des renforts importants pour poursuivre ses opérations en Syrie ottomane. Entre-temps, les forces des insurgés arabes, commandées par Fayçal ibn Hussein, fils du chérif de La Mecque Hussein qui s'est proclamé souverain du royaume du Hedjaz avec l'appui des Britanniques, continuent leur guérilla entre le Jourdain et Médine contre la 4e armée ottomane de Mehmed Djemal Pacha (surnommé Küçük Djemal, « Djemal le petit », pour le distinguer du triumvir ottoman Djemal Pacha).
En face, les forces ottomanes regroupées dans le Groupe d'armées Yildirim (en), sous le commandement du général allemand Liman von Sanders, connaissent des problèmes encore plus graves de ravitaillement sur un réseau ferroviaire incomplet et saturé (chemin de fer transanatolien, chemin de fer de Damas à Alep et chemin de fer du Hedjaz). Les 7e armée ottomane, commandée depuis le 7 août 1918 par Mustafa Kemal Pacha (le futur « Atatürk »), et 8e armée de Djevad Pacha sont minées par les maladies et les désertions. Leur effectif en état de combattre ne dépasse pas 60 000 hommes, y compris les 11 000 Allemands de l'Asien-Korps, au début de 1918. En septembre 1918, toutes les unités, sauf celles de la 4e armée, sont très en dessous de leur effectif théorique.
Le chef d'état-major impérial Robertson demande à Allenby de reprendre l'offensive, avec des renforts venus de l'armée des Indes, avant que les Ottomans n'aient le temps de rétablir leurs défenses avec les troupes venues du front du Caucase. En septembre 1918, lors de la bataille de Megiddo près de Naplouse, les forces britanniques enfoncent les lignes ottomanes, faisant 25 000 prisonniers. D'autres troupes ottomanes sont capturées au cours de l'offensive de Syrie (en), lors de la bataille d'Amman (25 septembre) et de la prise de Damas (1er octobre). Les 7e et 8e armées ottomanes sont pratiquement anéanties, seule la 4e parvenant à se replier en relatif bon ordre. Les Britanniques prennent Damas le 1er octobre et Homs le 16 octobre.

Contexte : entre trois empires
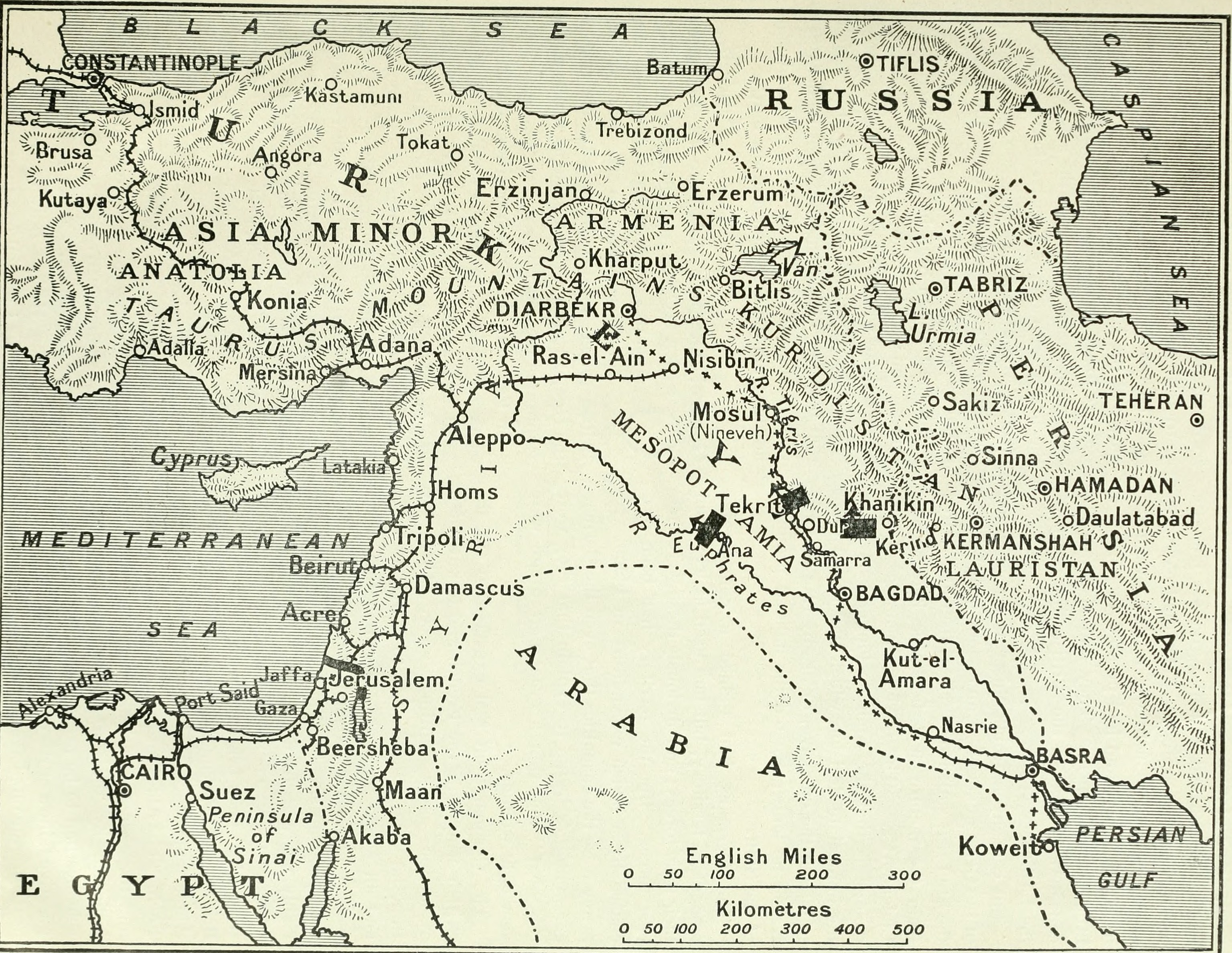
Les fronts du Moyen-Orient en avril 1918
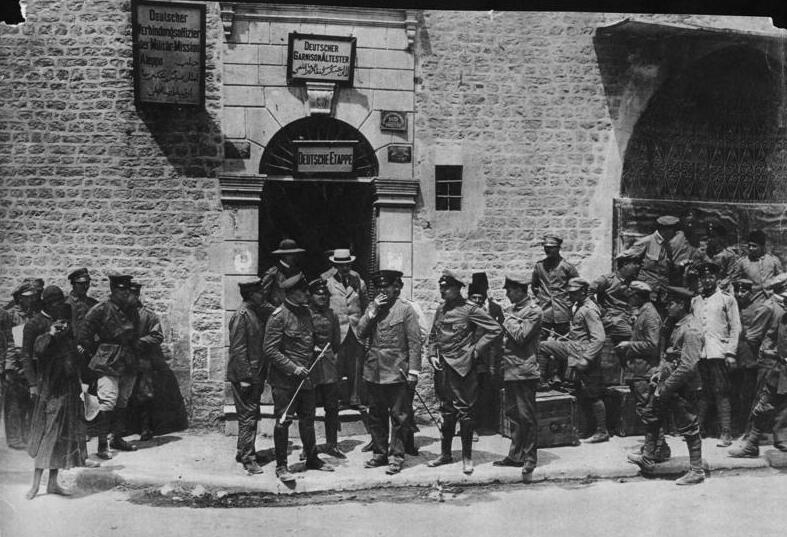
Soldats allemands en transit à Alep à l'été 1917
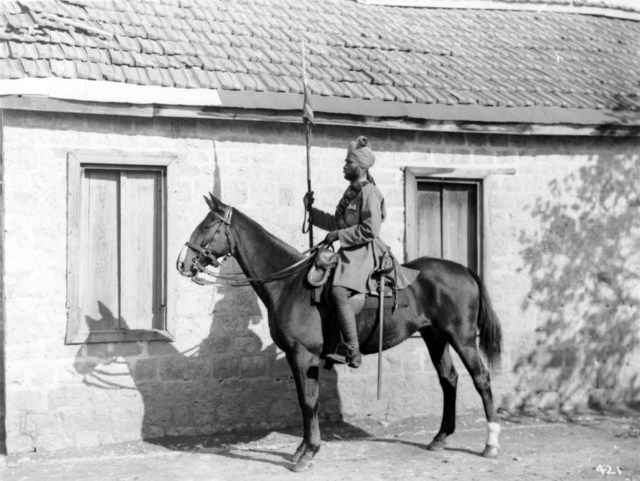
Lancier rajpoute de l'armée britannique près d'Alep, 1918

## Bataille

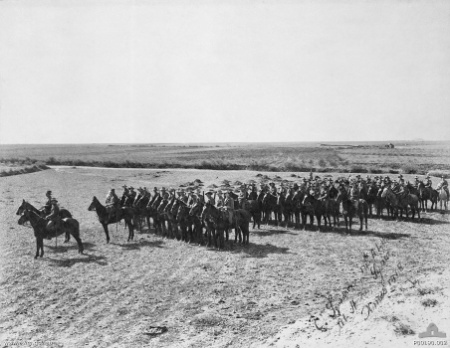
14e régiment de cavalerie légère britannique près de Homs, décembre 1918

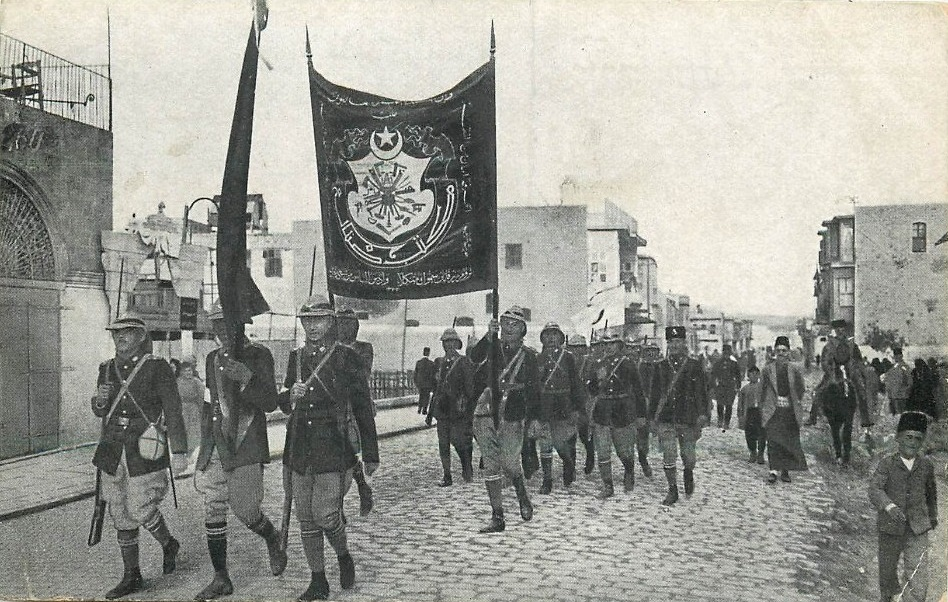
Troupes ottomanes à Alep, 1914-1918

Allenby veut confier au général australien Harry Chauvel le commandement d'une force rapide destinée à s'emparer d'Alep, la plus grande ville de la Syrie ottomane, important carrefour routier et ferroviaire. En raison des difficultés de ravitaillement et d'une épidémie de grippe, Chauvel ne dispose que de la
5e division de cavalerie anglo-indienne (général MacAndrew) dont l'effectif opérationnel est réduit à 2 500 hommes, et d'une force arabe de 1 500 hommes envoyée par le chérif et commandée par Nouri Saïd, le reste de la cavalerie étant épuisé et inutilisable. Chauvel, craignant d'être encerclé, refuse de poursuivre son avance. Mais MacAndrew, ayant appris que la ville de Hama venait d'être prise par les Arabes et que le terrain entre Hama et Alep était vide de troupes ottomanes, réclame de continuer.
Les forces rapides britanniques et arabes, placées sous commandement du chérif Fayçal, se mettent en marche le 21 octobre. Elles se composent de deux colonnes :
- Colonne A : l'état-major de la 5e division, la 15th (Imperial Service) Cavalry Brigade (en), 24 voitures blindées britanniques et australiennes et les 1 500 volontaires arabes de Nouri Saïd ;
- Colonne B : 13e et 14e brigades de cavalerie et les 1 500 Arabes du chérif Nassir ibn Hussein, cousin de Fayçal[6],[7].

Les forces ottomanes, réorganisées dans la 2e armée sous le commandement de Mustafa Kemal Pacha, comptent environ 20 000 hommes. Elles ont leur état-major à Qatma (en), au nord d'Alep, et comprennent 4 divisions, les 1re, 11e, 24e et 43e, installées dans des tranchées autour d'Alep, plus les 41e et 44e divisions autour d'Alexandrette, sur la route qui relie Alep à l'Anatolie, la 23e division et les restes de l'Asien-Korps allemand en réserve autour de Tarse ainsi que la 47e division dont la localisation est incertaine,.
Le soir du 23 octobre, les automitrailleuses, plus rapides que les cavaliers, arrivent à Khan Touman, à 16 km au sud d'Alep, où elles dispersent une troupe de cavalerie ottomane. Vers 19h00, elles se replient vers une plaine ouverte où elles sont à l'abri d'une attaque nocturne. Dans la journée du 24, elles partent en reconnaissance vers le nord-ouest et cherchent, sans succès, une voie praticable vers la route d'Alexandrette. Elles constatent que les tranchées ennemies sont bien pourvues en fusils et mitrailleuses.

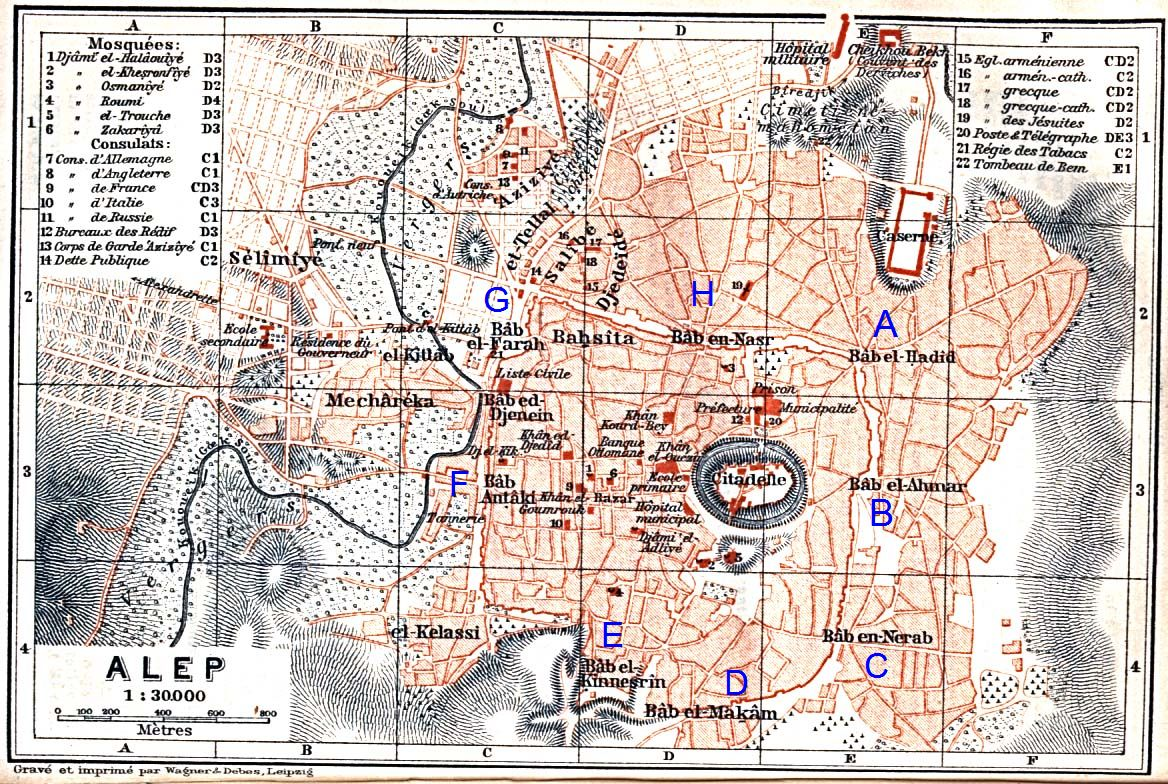
Plan d'Alep en 1912

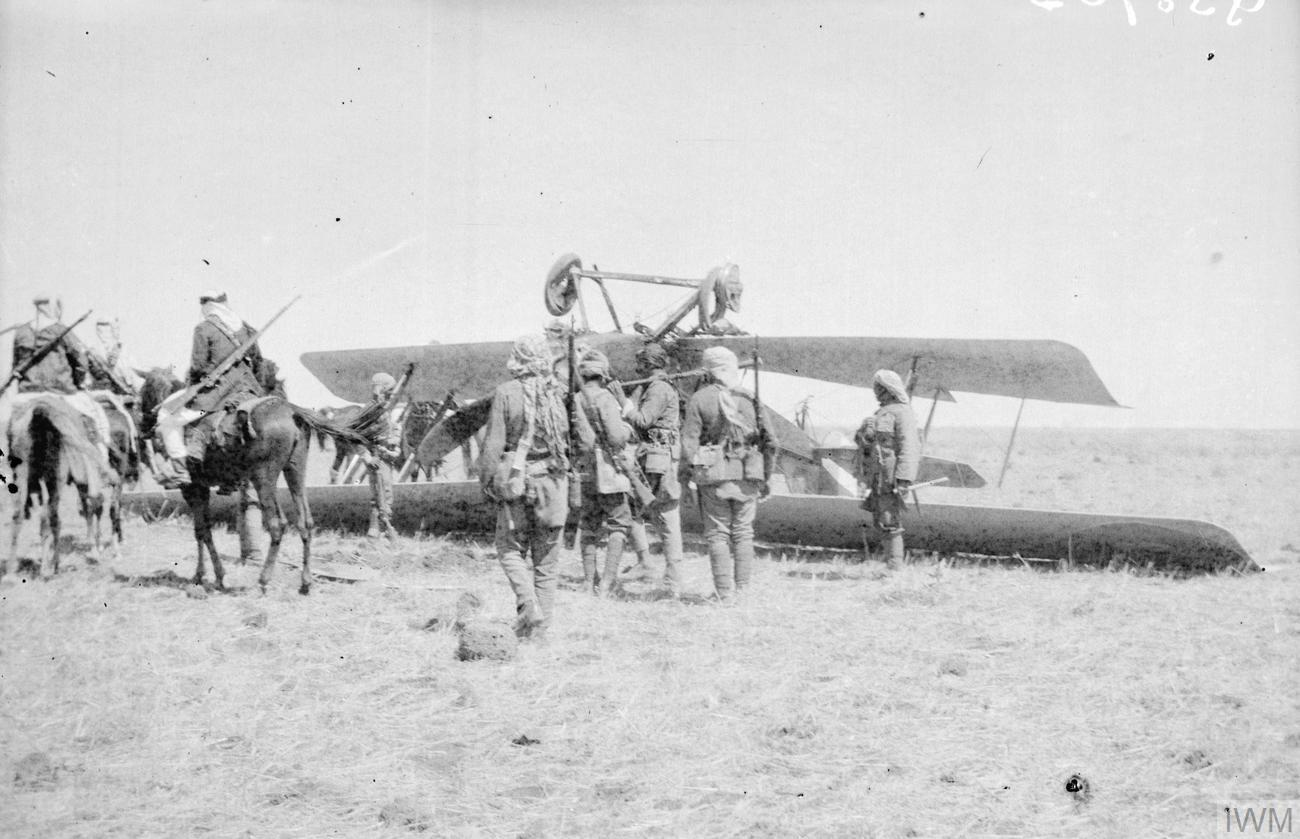
Cavaliers arabes entourant l'épave d'un avion britannique, 17 septembre 1918

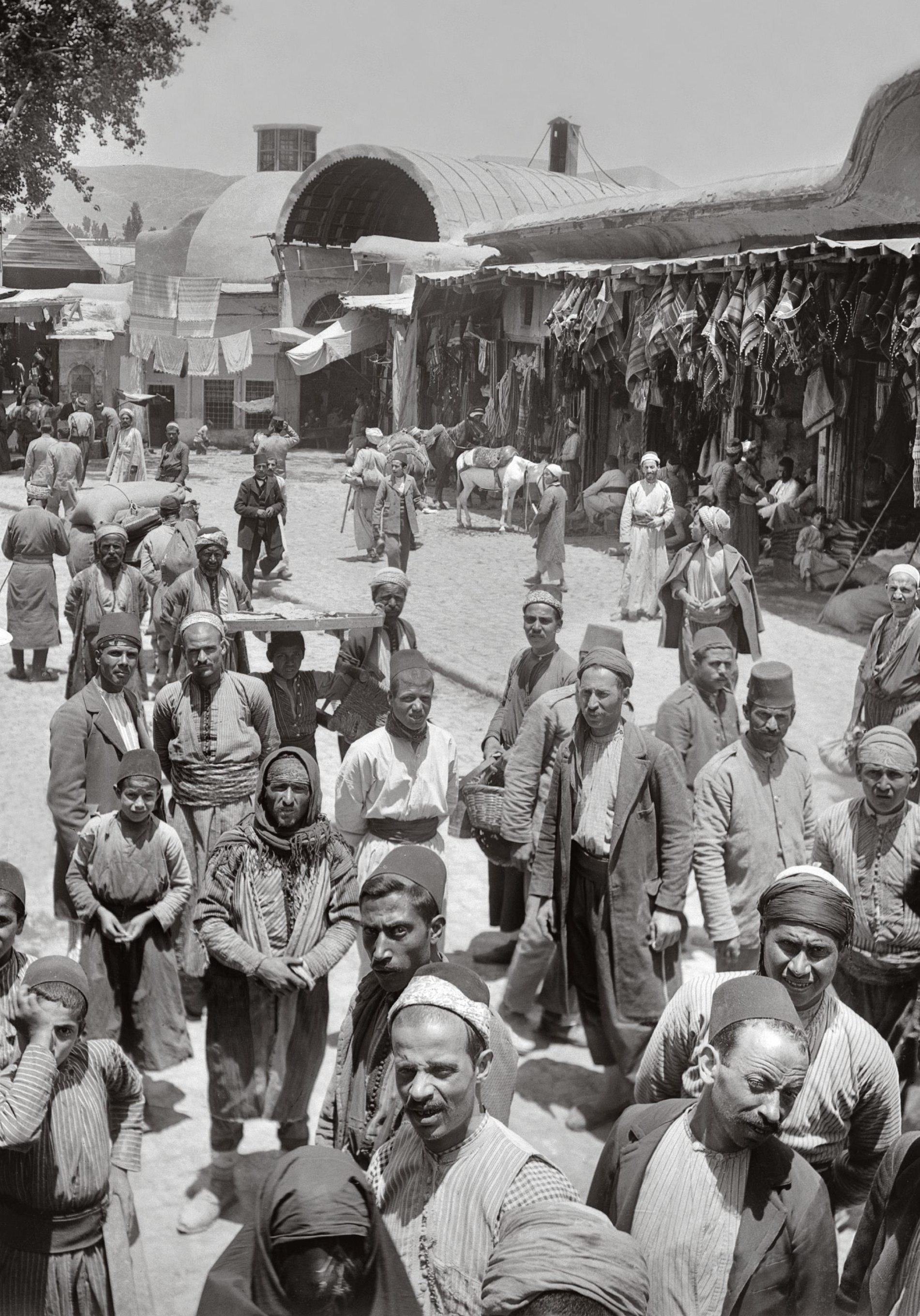
Un bazar syrien en 1910

Dans la journée du 25, les Arabes de Nouri Saïd tentent une attaque de la ville par le sud mais sont repoussés. Cependant, les Arabes du chérif Nassir, ayant avancé rapidement le long du chemin de fer de Damas à Alep, contournent la ville par le sud et commencent à se déployer vers l'est, ayant l'intention d'attaquer par ce côté. Le soir du 25, la 15e brigade fait sa jonction avec les automitrailleuses et le général MacAndrew commence à préparer un assaut général : la 15e brigade doit contourner Alep par l'ouest pour l'attaquer le lendemain matin tandis que les automitrailleuses attaqueront par le sud et les Arabes par l'est.
Dans la nuit du 25 au 26, les Arabes du chérif Nassir, bénéficiant de complicités locales, entrent dans la ville sans plus attendre. Ils affrontent les Turcs dans les rues, au corps à corps, et les battent complètement. Vers 10h00, la ville est entre leurs mains : leurs pertes sont estimées à 60 hommes alors que celles des Turcs sont beaucoup plus importantes. Les troupes ottomanes évacuent Alep en abandonnant sans combat leurs positions au sud. La 15e brigade, qui s'est mise en marche vers 7h30, atteint la route d'Alexandrette vers 10h00 et s'aperçoit que les Ottomans sont en train de s'en aller. La 15e brigade tente alors de leur couper la route lors de la charge de Haritan (en) mais les forces ottomanes, supérieures en nombre, lancent une énergique contre-attaque et les Britanniques doivent se retirer en laissant 80 tués.
Les Ottomans se replient vers une ligne de défense improvisée à 25 km au nord-est de la ville. Aucune opération n'est tentée par eux ni par les Britanniques les jours suivants. Le 28 octobre, les Arabes s'emparent de Mouslimiié, station de chemin de fer à 19 km au nord d'Alep : cette action mineure est le dernier combat de la campagne de Syrie.

## Conséquences

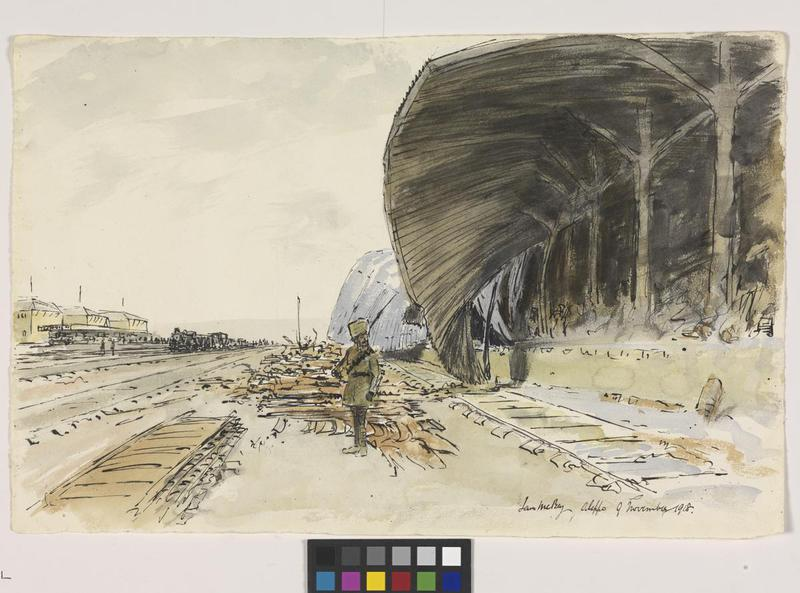
La gare d'Alep dévastée pendant la retraite ottomane ; un soldat sikh de l'armée indienne britannique monte la garde. Dessin de James McBey, 9 novembre 1918

Partage du Moyen-Orient au traité de Sèvres, 1920

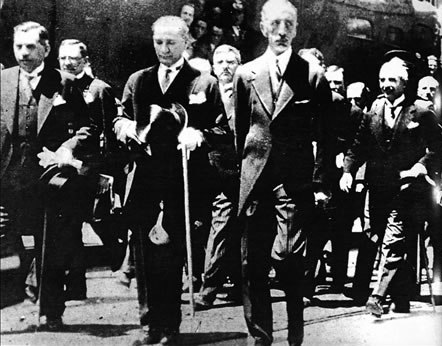
Rencontre entre deux anciens adversaires : Fayçal, devenu roi d'Irak (1er rang à droite), et Mustafa Kemal Atatürk, devenu président de la république de Turquie (au centre), 4 mai 1931

La bataille d'Alep n'a pas de conséquences directes sur l'issue de la guerre : en raison de l'effondrement du front de Bulgarie qui fait peser une menace directe sur Constantinople, le gouvernement du sultan a déjà décidé de se retirer du conflit. Le 18 octobre, une délégation est envoyée aux Britanniques, et l'armistice de Moudros est signé le 30 octobre, prenant effet le lendemain. Liman von Sanders est rappelé en Allemagne. Mustafa Kemal prend la direction du groupe d'armées Yildirim avec la mission d'organiser l'évacuation des troupes ottomanes vers l'Anatolie. Ce retour dans un pays ruiné et dépeuplé, par des voies de communication en partie détruites, marque la fin de la domination ottomane au Moyen-Orient.
Le général Allenby, après avoir organisé son administration à Damas, fait son entrée solennelle à Alep le 12 décembre. Il met en place un gouverneur arabe mais lui fait immédiatement savoir, dans un langage énergique, que le gouverneur civil n'aura qu'un rôle consultatif et que le pays est soumis à la loi martiale sous l'autorité militaire britannique. Le 16 décembre, il organise une cérémonie d'action de grâce de toutes les confessions représentées dans son armée, suivie de jeux et concours sportifs. Les Britanniques ne prévoient pas de s'attarder en Syrie du nord qui, en vertu des accords Sykes-Picot de 1916, est destinée à passer sous administration française.
La prise d'Alep est beaucoup plus importante pour les Arabes à qui elle permet de figurer parmi les vainqueurs de la guerre. Le 14 novembre 1918, François Georges-Picot, représentant français au Levant, note que « l'émir Fayçal (..) se considère déjà comme maître du pays et agit comme tel ». Le 17 novembre, Fayçal se rend à Alep et y prononce un discours où, se référant à la déclaration franco-britannique du 9 novembre, il revendique la création d'un grand royaume arabe incluant la Syrie. C'est dans ce discours qu'il affirme son respect des minorités religieuses : « Je réitère ce que j'ai déjà dit dans plusieurs déclarations : que les Arabes étaient arabes avant Moïse, Jésus et Mohammed, que les religions nous obligent sur terre à suivre les principes du droit et de la fraternité et que celui qui vise à introduire le désaccord entre le musulman, le chrétien et le juif n'est pas Arabe ». Il se rend ensuite en France, sur proposition des Britanniques, pour y défendre la cause arabe devant les alliés mais les Français, qui ont occupé le Liban et espèrent étendre leur autorité en Syrie du nord, le reçoivent avec méfiance et veillent à ôter à sa visite toute portée politique. Le traité de Sèvres (1920) ne tiendra guère compte des revendications arabes.